# Gập người kéo tạ

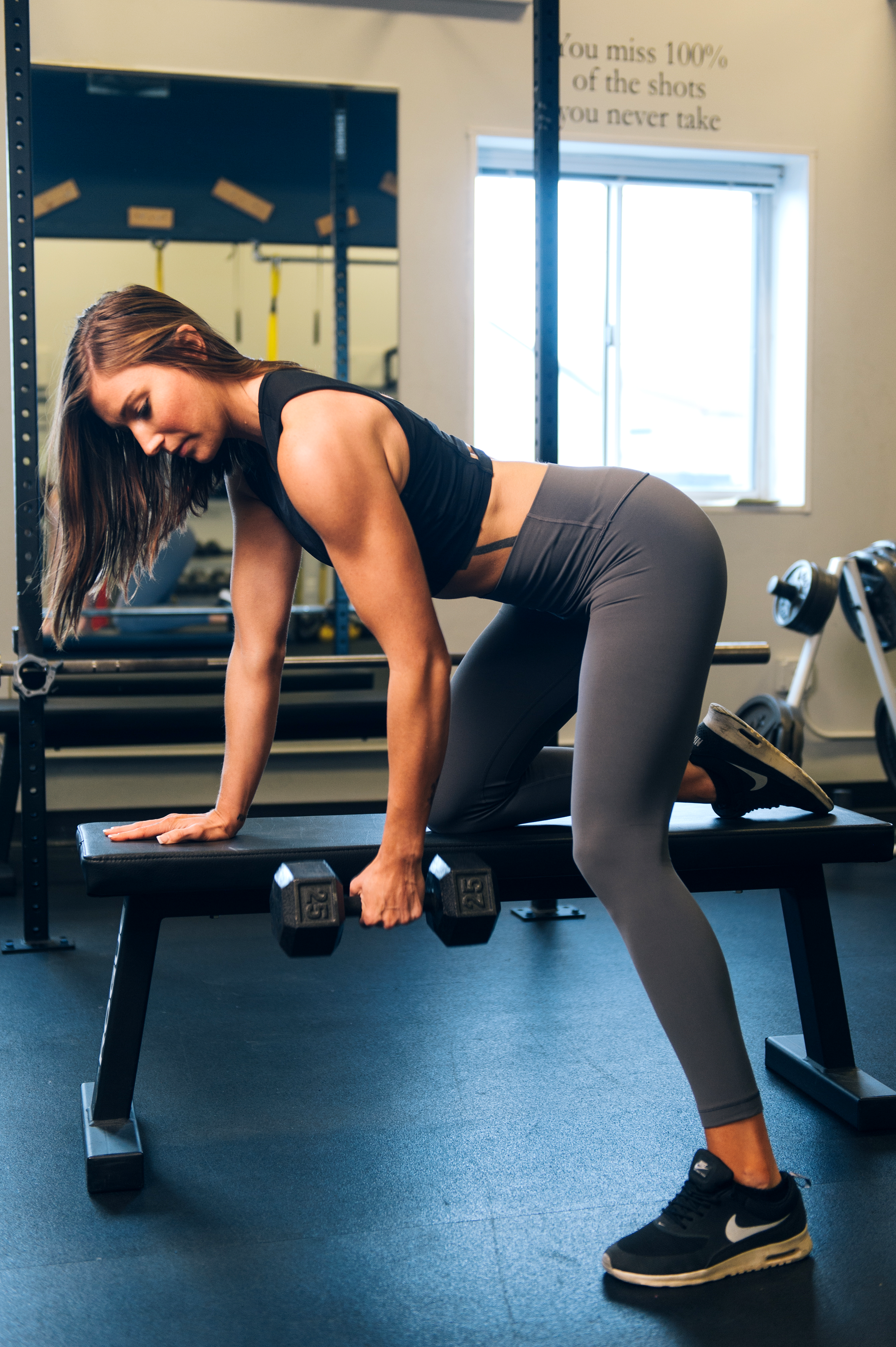
Bài tập gập người kéo tạ (Bent-over row) giúp tăng cường sức khỏe, sức mạnh thể lực

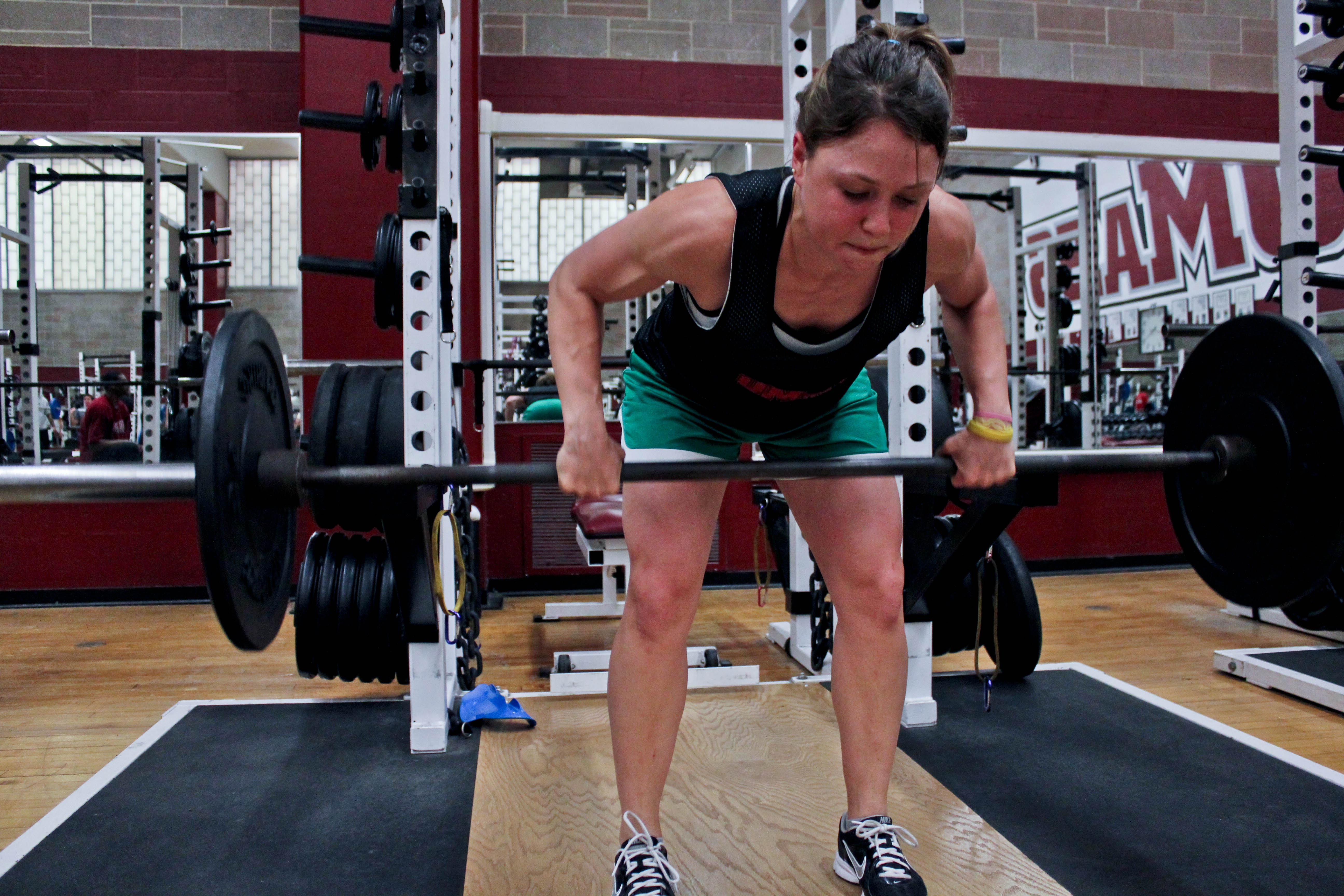
Thực hiện bài gập người kéo tạ đòn (Barbell row)

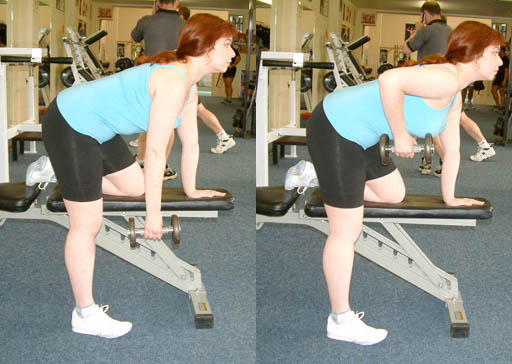
Gập người kéo tạ tay (Dumbbells)

Gập người kéo tạ (Bent-over row) là bài tập tập tạ nhắm vào nhiều nhóm cơ lưng khác nhau tùy thuộc vào cách thức tập luyện. Đây là bài tập thể hình và nâng tạ tập trung vào cơ lưng giữa, bắp tay, cơ cốt lõi giúp kiểm soát tư thế, gia tăng sức mạnh, thể lực và tăng kích thước cơ bắp và sức mạnh của lưng trên.  Bài tập có khả năng tận dụng sức mạnh từ các phần cơ đã được đào tạo trước đó hoặc có thể được tích hợp như một bổ sung cho các nhóm cơ khác. Các chuyển động như cúi gập người giúp tăng sức mạnh tổng quát của phần lưng trên và lưng dưới, củng cố khả năng kiểm soát cột sống thích hợp và khả năng chống lại sự uốn cong của thắt lưng khi chịu lực tải. Hình thức này có sự kích hoạt vào các nhóm cơ tương tự như bài tập dang tay ép ngực gập người nằm ngang. 

## Tổng quan
Các động tác trong bài tập này tác động tốt lên phần cơ lưng, đồng thời giúp người tập nâng cao sức mạnh, là bài tập tác động lên phần lưng. Khi tập có những lưu ý như tránh khóa chặt khớp gối để ngăn ngừa nguy cơ đau nhức và đảm bảo sự an toàn cho cấu trúc xương khớp. Trong tư thế đứng thẳng cần giữ đầu gối hơi cong để giảm áp lực lên khớp đầu gối và tăng tính linh hoạt. Không để thẳng tay khi hạ tạ xuống điểm thấp nhất, hãy tránh để cánh tay thẳng tắp mà thay vào đó, hãy giữ khuỷu tay hơi cong để tăng cường hiệu suất phát triển cơ vai và giảm áp lực không cần thiết khi nâng tạ lên. Việc giữ tay hơi cong giúp tạo ra một đường động tác tự nhiên và thuận lợi hơn, cũng cần giữ cho lưng luôn thẳng để bảo vệ sức khỏe của lưng và tránh cảm giác đau nhức, lưng luôn thẳng khi thực hiện bài tập, để hỗ trợ lưng an toàn hơn, người tập nên sử dụng đai lưng khi nâng tạ ở trọng lượng lớn.
Bài tập cúi gập người kéo tạ đòn là một trong những động tác chính trong số các bài tập xây dựng cơ bắp và cơ lưng. Có một số biến thể của bài tập gập người kéo tạ, tùy thuộc vào việc sử dụng tạ tay hay tạ đòn và cả hai tay có được tập cùng lúc hay không, chẵng hạn như bài kéo tạ kiểu Yates (lấy theo tên của Dorian Yates) hay bài kéo tạ kiểu Kroc (lấy theo tên của Janae Marie Kroc). Trong đó, đối với biến thể với tạ đòn Barbell bent over row được biết đến là bài tập với sự tham gia của các nhóm cơ khác nhau như cơ xô (Latissimus dorsi), lưng dưới (Spinal erectors), cơ đùi sau (Hamstrings), cơ ổn định của xương bả vai (Scapular stabilizers) mà chủ yếu ảnh hưởng đến vùng cơ lưng giữa (Middle back), Barbell Row cũng hiệu quả trong việc phát triển bắp tay trước, cơ xô và nhóm cơ vai. Bài tập gập người kéo tạ thường được sử dụng cho cả bộ môn thể hình và cử tạ. Một biến thể khác đó là động tác hít đất kéo tạ (nhấc tạ), người tập thực hiện hít đất với cặp tạ tay, sau khi thực hiện xong động tác hít thì kết hợp nhấc từng quả tạ lên, đây là động tác bổ trợ cho cơ ngực và cơ vai.